# Aeropuerto de Edimburgo
El Aeropuerto de Edimburgo (en inglés, Edinburgh Airport; en gaélico escocés Port-adhair Dùn Èideann), con código IATA EDI e ICAO EGPH, es un aeropuerto situado a 13 km de Edimburgo, en Escocia.
El aeropuerto de Edimburgo es propiedad de BAA Limited, compañía que también controla otros seis aeropuertos del Reino Unido. En la actualidad, el aeropuerto de Edimburgo es una de las bases de las compañías Easyjet y Ryanair.

## Historia
El Turnhouse Aerodrome era la base aérea británica más septentrional durante la Primera Guerra Mundial. Esta pequeña base se abrió en 1915, y se utilizó para albergar al Escuadrón 603 de la Fuerza Aérea Británica, compuesta por bombarderos ligeros DH 9A, Westland Wapitis, Hawker Harts y Hawker Hind, los cuales aterrizaban sobre pistas de hierba. Cuando en 1918 se fundó efectivamente la RAF, el aeródromo pasó a denominarse RAF Turnhouse y su propiedad pasó al Ministerio de Defensa.
Cuando comenzó la Segunda Guerra Mundial, el mando militar se hizo con el control del aeropuerto y ordenó construir una pista de aterrizaje para ser utilizada por los Supermarine Spitfire.
Una vez terminada la guerra, el aeropuerto siguió siendo militar hasta que a finales de los años 40 se iniciaron los primeros servicios comerciales. En 1947, British European Airways inauguró una línea entre Edimburgo y Londres operada mediante Vickers Vikings, y más tarde mediante Vickers Viscount y Vickers Vanguard.

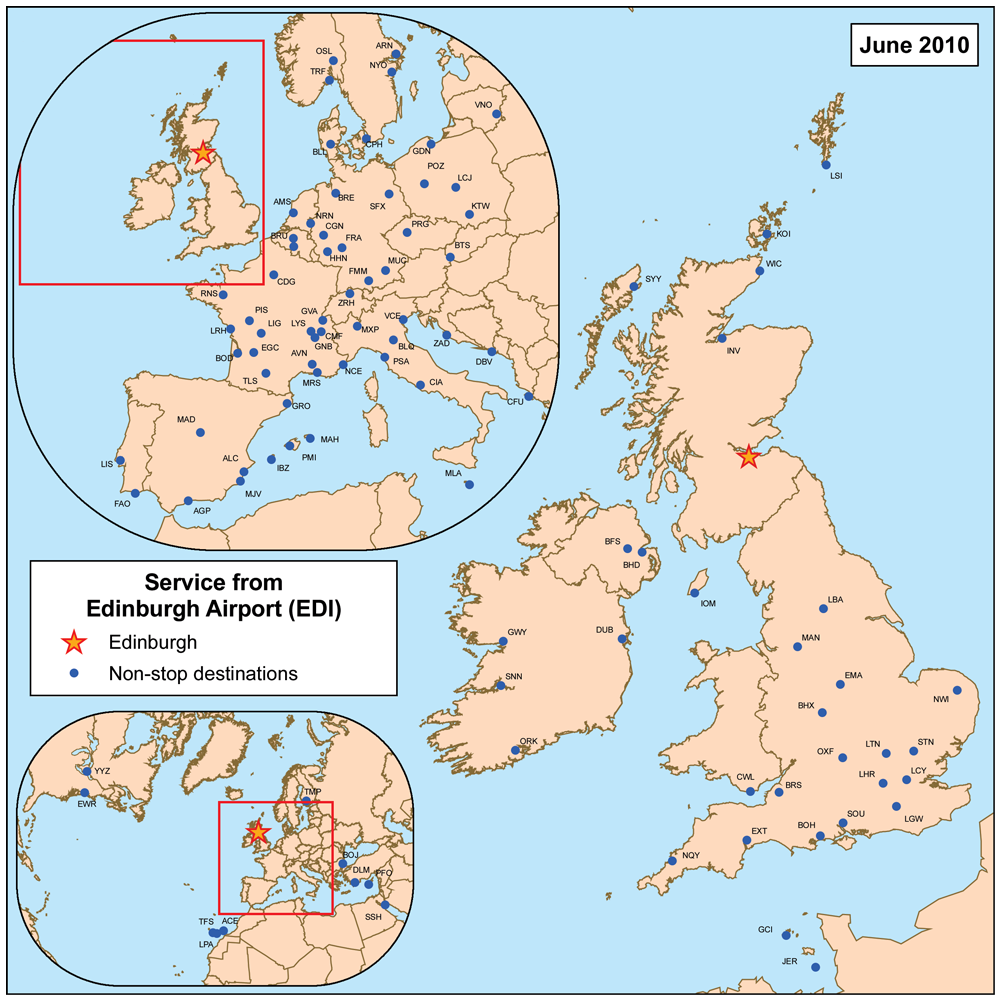
Situación y destinos del aeropuerto de Edimburgo

La red de Edinburgh Trams se sigue extendiendo

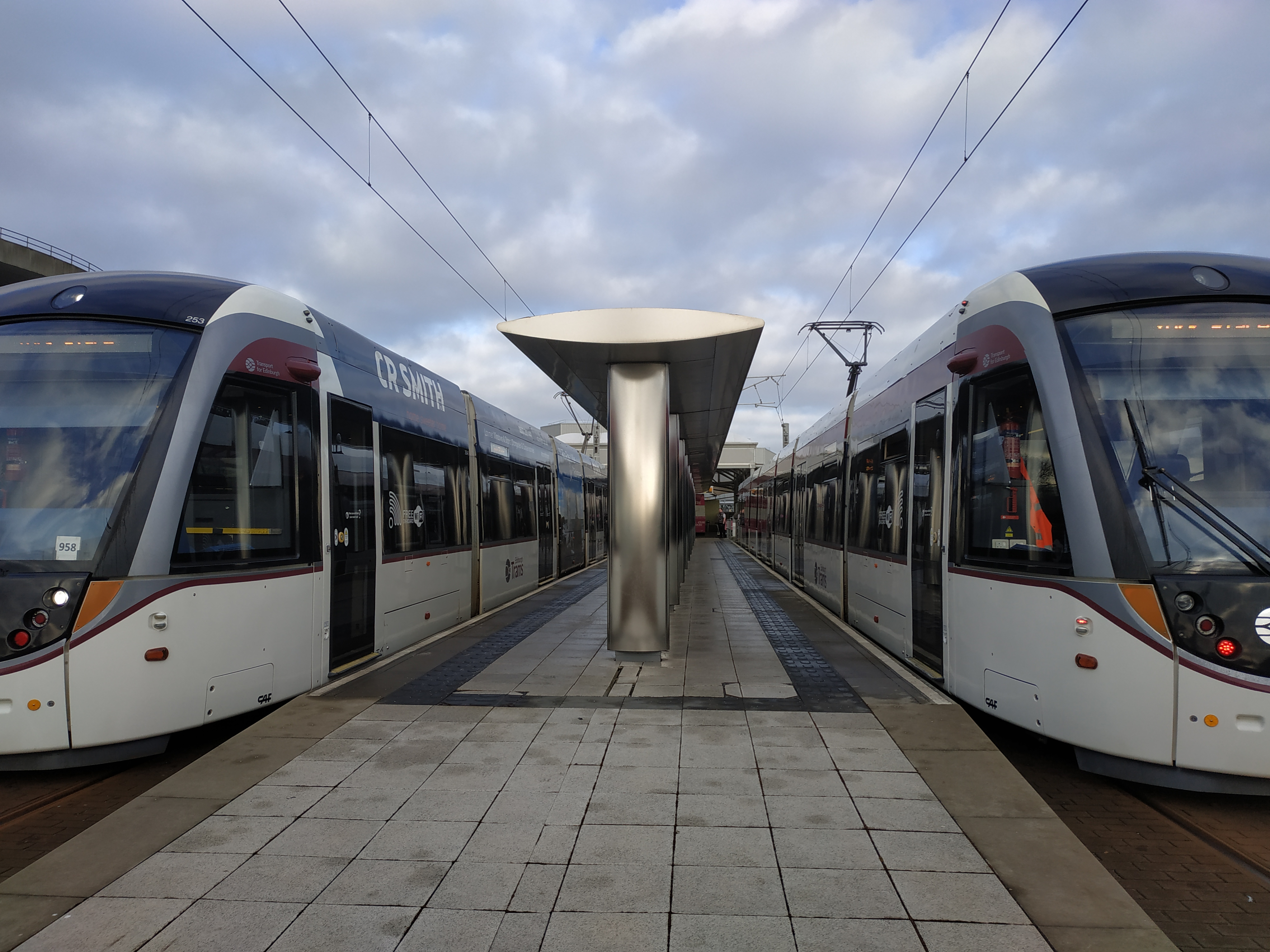
Estación de tranvías del aeropuerto

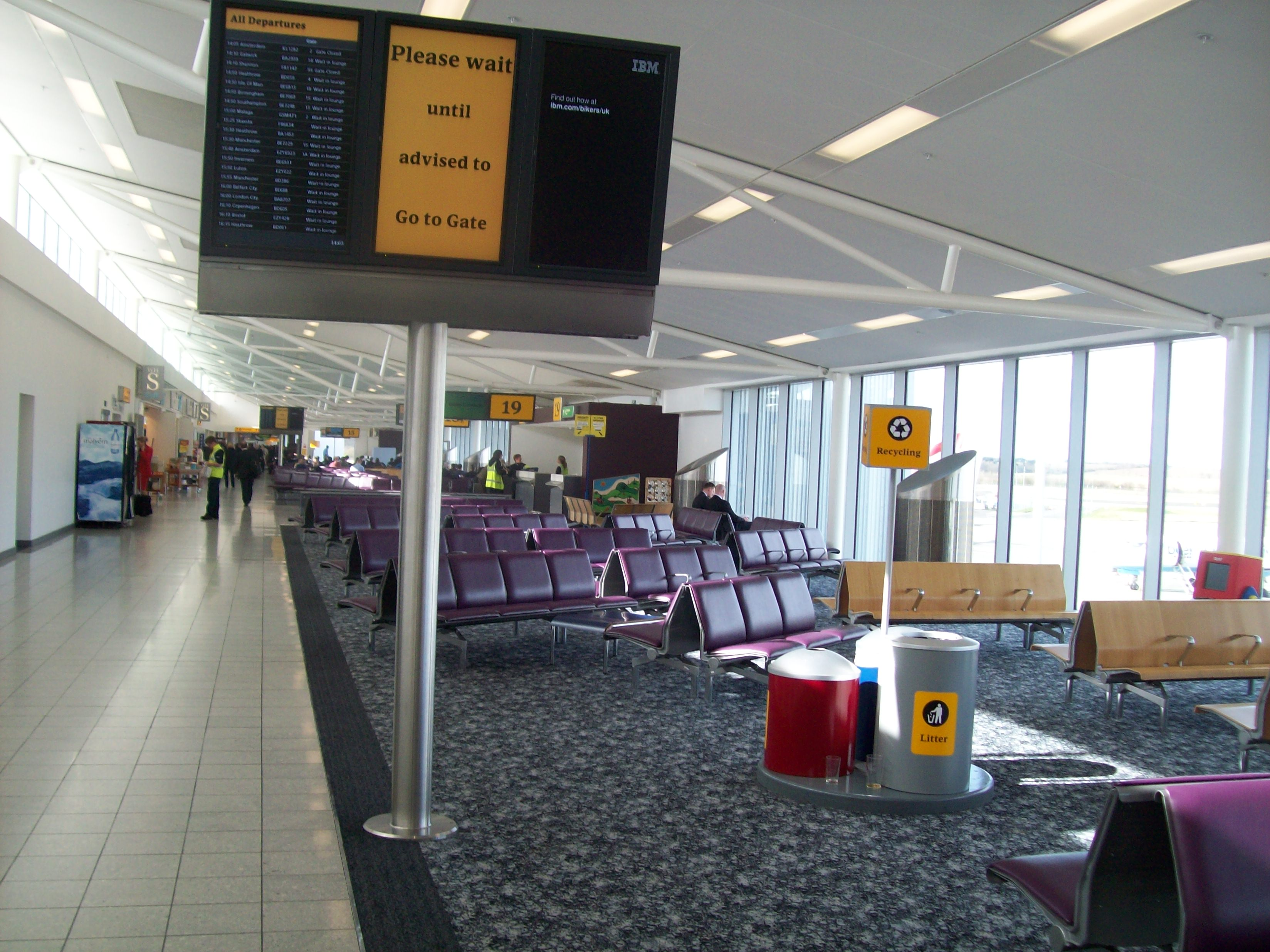
Puertas

En 1952 se decidió expandir la pista de despegue hasta alcanzar los 6000 pies (unos 1830 metros) para poder acoger a los De Havilland Vampires, y en 1956 se construyó una nueva terminal de pasajeros, ampliada cinco años más tarde. En 1971 la British Airports Authority (antecesora de la actual BAA Limited), que siguió expandiéndolo con vistas a su uso comercial.
Aunque la pista original, que tenía una orientación de 13/31 (que ahora es 12/30), seguía siendo útil, tenía la desventaja de que sufría fuertes vientos cruzados, por lo que se construyó una nueva pista con orientación 07/25 (en la actualidad, 06/24). Esta pista, completada en 1977, tiene 8.399 pies de largo, y permite el aterrizaje de cualquier avión comercial actual. Al mismo tiempo, en 1977 se construyó una nueva terminal, diseñada por Robert Matthew, para absorber el excedente de pasajeros, mientras que la terminal antigua se dedicó al transporte de mercancías. Las últimas ampliaciones del aeropuerto han consistido en un nuevo aparcamiento y una nueva torre de control, inaugurada en 2005.

## Planes de futuro
Existen planes para seguir ampliando el aeropuerto de Edimburgo con una nueva pista de aterrizaje, aunque no es probable que esto suceda en los próximos años. En cambio, BAA sí que ha previsto una ampliación de la actual pista 06/24, que permitiría el aterrizaje de aviones más grandes, lo que permitiría ampliar el número de rutas.
En julio de 2007, BAA anunció que expandirá el actual hall de salidas, añadiendo nuevas zonas de espera, tiendas y restaurantes para satisfacer a un número creciente de pasajeros. Al mismo tiempo se ampliará el muelle este, añadiendo tres nuevas puertas de embarque, alguna de las cuales se cree que puede estar destinada a aeronaves de gran capacidad. 
El aeropuerto se encuentra actualmente junto a la autopista M9, y cerca de las líneas de ferrocarril del Fife Circle y Edimburgo-Glasgow. En 2003 el Gobierno de Escocia anunció un plan para construir un enlace ferroviario directo con el aeropuerto, pero estos planes fueron cancelados por el Partido Nacional Escocés cuando accedió al poder tras las elecciones de mayo de 2007. En su lugar, se planea construir una línea de tranvía que conecte el aeropuerto con la ciudad, que se prevé que esté lista para 2011. Al mismo tiempo, el aeropuerto está presionando a las autoridades locales para que construyan un nuevo acceso por carretera desde la rotonda Gogar o desde la autopista M8, que alivie la congestión de los accesos de la actual carretera.

## Aerolíneas y destinos

### Destinos nacionales
| Ciudades          | Nombre del aeropuerto                          | Aerolíneas                                             |
| Reino Unido       | Reino Unido                                    | Reino Unido                                            |
| ----------------- | ---------------------------------------------- | ------------------------------------------------------ |
| Escocia           |                                                |                                                        |
| Islas Shetland    | Aeropuerto de Sumburgh                         | Loganair                                               |
| Kirkwall          | Aeropuerto de Kirkwall                         | Loganair                                               |
| Stornoway         | Aeropuerto de Stornoway                        | Loganair                                               |
| Gales             |                                                |                                                        |
| Cardiff           | Aeropuerto Internacional de Cardiff            | Loganair                                               |
| Inglaterra        |                                                |                                                        |
| Birmingham        | Aeropuerto de Birmingham                       | EasyJet                                                |
| Bournemouth       | Aeropuerto Internacional de Bournemouth        | Ryanair                                                |
| Brístol           | Aeropuerto Internacional de Brístol            | EasyJet                                                |
| Exeter            | Aeropuerto de Exeter                           | Loganair                                               |
| Londres           | Aeropuerto de Londres-City                     | British Airways                                        |
| Londres           | Aeropuerto de Londres-Gatwick                  | EasyJet                                                |
| Londres           | Aeropuerto de Londres-Heathrow                 | British Airways                                        |
| Londres           | Aeropuerto de Londres-Luton                    | EasyJet                                                |
| Londres           | Aeropuerto de Londres-Stansted                 | EasyJet / Ryanair                                      |
| Newquay           | Aeropuerto de Newquay Cornwall                 | Loganair (estacional) / Ryanair (estacional)           |
| Southampton       | Aeropuerto de Southampton                      | Loganair                                               |
| Irlanda del Norte |                                                |                                                        |
| Belfast           | Aeropuerto Internacional de Belfast            | EasyJet / Ryanair                                      |
| Belfast           | Aeropuerto de la Ciudad de Belfast George Best | Aer Lingus / EasyJet (inicia el 26 de octubre de 2025) |
| Derry             | Aeropuerto de la Ciudad de Derry               | EasyJet                                                |

### Destinos internacionales
| Ciudades por países | Nombre del aeropuerto                                   | Aerolíneas |
| África              | África                                                  | África |
| ------------------- | ------------------------------------------------------- | --- |
| Egipto              |                                                         | |
| Hurgada             | Aeropuerto Internacional de Hurghada                    | EasyJet (estacional) |
| Marruecos           |                                                         | |
| Agadir              | Aeropuerto de Agadir-Al Massira                         | EasyJet / Ryanair |
| Marrakech           | Aeropuerto de Marrakech-Menara                          | EasyJet (estacional) / Ryanair                                                                                                |
| Túnez               |                                                         | |
| Enfidha             | Aeropuerto Internacional de Enfidha-Hammamet            | EasyJet |
| América del Norte   |                                                         | |
| Canadá              |                                                         | |
| Calgary             | Aeropuerto Internacional de Calgary                     | WestJet (estacional) |
| Halifax             | Aeropuerto Internacional de Halifax-Stanfield           | WestJet (estacional) |
| Montreal            | Aeropuerto Internacional Pierre Elliott Trudeau         | Air Canada (estacional) |
| Toronto             | Aeropuerto Internacional de Toronto-Pearson             | Air Canada (estacional) / WestJet (estacional)                                                                                |
| Estados Unidos      |                                                         | |
| Atlanta             | Aeropuerto Internacional de Atlanta                     | Delta Air Lines (estacional)                                                                                                  |
| Boston              | Aeropuerto Internacional Logan                          | Delta Air Lines (estacional) / JetBlue Airways (estacional)                                                                   |
| Chicago             | Aeropuerto Internacional Chicago-O'Hare                 | United Airlines (estacional)                                                                                                  |
| Filadelfia          | Aeropuerto Internacional de Filadelfia                  | American Airlines (estacional)                                                                                                |
| Newark              | Aeropuerto Internacional Libertad de Newark             | United Airlines |
| Nueva York          | Aeropuerto Internacional John F. Kennedy                | Delta Air Lines (estacional) / JetBlue (estacional)                                                                           |
| Orlando             | Aeropuerto Internacional de Orlando                     | Virgin Atlantic (estacional)                                                                                                  |
| Washington D. C.    | Aeropuerto Internacional Washington-Dulles              | United Airlines |
| Asia                |                                                         | |
| Catar               |                                                         | |
| Doha                | Aeropuerto Internacional de Doha                        | Qatar Airways |
| China               |                                                         | |
| Pekín               | Aeropuerto Internacional de Pekín-Capital               | Hainan Airlines |
| Chipre              |                                                         | |
| Lárnaca             | Aeropuerto Internacional de Lárnaca                     | Jet2.com (estacional) |
| Pafos               | Aeropuerto Internacional de Pafos                       | EasyJet / Jet2.com (estacional)                                                                                               |
| EAU                 |                                                         | |
| Dubái               | Aeropuerto Internacional de Dubái                       | Emirates |
| Turquía             |                                                         | |
| Antalya             | Aeropuerto de Antalya                                   | EasyJet (estacional) / Jet2.com / SunExpress                                                                                  |
| Bodrum              | Aeropuerto de Milas-Bodrum                              | EasyJet (estacional) / Jet2.com (estacional)                                                                                  |
| Dalaman             | Aeropuerto de Dalaman                                   | EasyJet (estacional) / Jet2.com (estacional) / SunExpress (estacional)                                                        |
| Estambul            | Aeropuerto de Estambul                                  | Turkish Airlines |
| Estambul            | Aeropuerto Internacional Sabiha Gökçen                  | Pegasus Airlines |
| Europa              |                                                         | |
| Albania             |                                                         | |
| Tirana              | Aeropuerto Internacional Madre Teresa                   | Ryanair (estacional) |
| Alemania            |                                                         | |
| Berlín              | Aeropuerto de Berlín-Brandeburgo Willy Brandt           | EasyJet / Ryanair |
| Colonia             | Aeropuerto de Colonia/Bonn                              | Eurowings |
| Düsseldorf          | Aeropuerto Internacional de Düsseldorf                  | EasyJet (estacional) / Eurowings                                                                                              |
| Frankfurt           | Aeropuerto Internacional de Frankfurt                   | Lufthansa |
| Múnich              | Aeropuerto Internacional Franz Josef Strauss            | EasyJet / Lufthansa |
| Stuttgart           | Aeropuerto de Stuttgart                                 | Eurowings (estacional) |
| Weeze               | Aeropuerto de Baja Renania                              | Ryanair |
| Austria             |                                                         | |
| Innsbruck           | Aeropuerto de Innsbruck                                 | EasyJet (estacional) (inicia el 7 de diciembre de 2025) / Jet2.com (estacional) / TUI Airways (estacional)                    |
| Salzburgo           | Aeropuerto de Salzburgo                                 | Jet2.com (estacional) |
| Viena               | Aeropuerto de Viena-Schwechat                           | Austrian Airlines (estacional) / Jet2.com (estacional) / Ryanair                                                              |
| Bélgica             |                                                         | |
| Bruselas            | Aeropuerto de Bruselas-National                         | Brussels Airlines (estacional)                                                                                                |
| Charleroi           | Aeropuerto de Charleroi Bruselas-Sur                    | Ryanair |
| Bulgaria            |                                                         | |
| Burgas              | Aeropuerto de Burgas                                    | Jet2.com (estacional) |
| Sofía               | Aeropuerto de Sofía                                     | Ryanair |
| Croacia             |                                                         | |
| Dubrovnik           | Aeropuerto de Dubrovnik                                 | EasyJet (estacional) / Jet2.com (estacional)                                                                                  |
| Split               | Aeropuerto de Split                                     | Jet2.com (estacional) |
| Zadar               | Aeropuerto de Zadar                                     | Ryanair (estacional) |
| Dinamarca           |                                                         | |
| Copenhague          | Aeropuerto de Copenhague-Kastrup                        | EasyJet / Norwegian / Ryanair / SAS (estacional)                                                                              |
| Eslovaquia          |                                                         | |
| Bratislava          | Aeropuerto de Bratislava-Milan Rastislav Štefánik       | Ryanair |
| España              |                                                         | |
| Alicante            | Aeropuerto de Alicante-Elche                            | EasyJet / Jet2.com / Ryanair                                                                                                  |
| Barcelona           | Aeropuerto de Barcelona-El Prat                         | EasyJet (inicia el 27 de octubre de 2025) / Ryanair / Vueling                                                                 |
| Fuerteventura       | Aeropuerto de Fuerteventura                             | EasyJet (estacional) / Jet2.com / Ryanair                                                                                     |
| Gerona              | Aeropuerto de Gerona                                    | Jet2.com (estacional) (inicia el 3 de mayo de 2026)                                                                           |
| Gran Canaria        | Aeropuerto de Gran Canaria                              | EasyJet (estacional) / Jet2.com / Ryanair                                                                                     |
| Ibiza               | Aeropuerto de Ibiza                                     | Jet2.com (estacional) / Ryanair (estacional)                                                                                  |
| Lanzarote           | Aeropuerto de Lanzarote                                 | EasyJet / Jet2.com / Ryanair                                                                                                  |
| Madrid              | Aeropuerto Adolfo Suárez Madrid-Barajas                 | EasyJet / Iberia Express (estacional) / Ryanair                                                                               |
| Málaga              | Aeropuerto de Málaga-Costa del Sol                      | EasyJet (reinicia el 28 de octubre de 2025) / Jet2.com / Ryanair                                                              |
| Menorca             | Aeropuerto de Menorca                                   | Jet2.com (estacional) |
| Palma de Mallorca   | Aeropuerto de Palma de Mallorca                         | British Airways (estacional) / EasyJet (estacional) / Jet2.com (estacional) / Ryanair (estacional) / TUI Airways (estacional) |
| Reus                | Aeropuerto de Reus                                      | Jet2.com (estacional) |
| San Sebastián       | Aeropuerto de San Sebastián                             | British Airways (estacional)                                                                                                  |
| Santander           | Aeropuerto Seve Ballesteros-Santander                   | Ryanair |
| Sevilla             | Aeropuerto de Sevilla                                   | Ryanair |
| Tenerife            | Aeropuerto de Tenerife-Sur                              | EasyJet / Jet2.com / Ryanair                                                                                                  |
| Valencia            | Aeropuerto de Valencia                                  | Ryanair |
| Estonia             |                                                         | |
| Tallin              | Aeropuerto de Tallin                                    | Jet2.com (estacional) |
| Finlandia           |                                                         | |
| Helsinki            | Aeropuerto de Helsinki-Vantaa                           | Finnair |
| Rovaniemi           | Aeropuerto de Rovaniemi                                 | EasyJet (estacional) |
| Francia             |                                                         | |
| Beauvais            | Aeropuerto de Beauvais-Tillé                            | Ryanair |
| Bergerac            | Aeropuerto de Bergerac                                  | Ryanair (estacional) |
| Béziers             | Aeropuerto de Béziers Cap d'Agde                        | Ryanair (estacional) |
| Biarritz            | Aeropuerto de Biarritz–País Vasco                       | Ryanair (estacional) |
| Burdeos             | Aeropuerto de Burdeos-Mérignac                          | EasyJet (estacional) |
| Chambéry            | Aeropuerto de Chambéry                                  | Jet2.com (estacional) / TUI Airways (estacional)                                                                              |
| Grenoble            | Aeropuerto de Grenoble-Isère                            | EasyJet (estacional) |
| Lyon                | Aeropuerto de Lyon-Saint Exupéry                        | EasyJet |
| Marsella            | Aeropuerto de Marsella-Provenza                         | Ryanair (estacional) |
| Nantes              | Aeropuerto de Nantes Atlantique                         | Ryanair (estacional) |
| Niza                | Aeropuerto Internacional de Niza-Costa Azul             | EasyJet |
| París               | Aeropuerto de París-Charles de Gaulle                   | Air France / EasyJet |
| París               | Aeropuerto de París-Orly                                | Transavia (estacional) |
| Poitiers            | Aeropuerto de Poitiers-Biard                            | Ryanair (estacional) |
| Toulouse            | Aeropuerto de Toulouse-Blagnac                          | Ryanair (estacional) |
| Grecia              |                                                         | |
| Atenas              | Aeropuerto Internacional Eleftherios Venizelos          | Aegean Airlines / EasyJet |
| Cefalonia           | Aeropuerto Internacional de Cefalonia                   | Jet2.com (estacional) (inicia el 4 de mayo de 2025)                                                                           |
| Corfú               | Aeropuerto Internacional de Corfú-Ioannis Kapodistrias  | EasyJet (estacional) / Jet2.com (estacional) / Ryanair (estacional) / TUI Airways (estacional)                                |
| Cos                 | Aeropuerto Internacional de Kos-Hipócrates              | Jet2.com (estacional) |
| Heraclión           | Aeropuerto Internacional de Heraclión Nikos Kazantzakis | EasyJet (estacional) / Jet2.com (estacional)                                                                                  |
| Kalamata            | Aeropuerto de Kalamata                                  | Jet2.com (estacional) (inicia el 5 de mayo de 2025)                                                                           |
| Préveza             | Aeropuerto de Préveza                                   | Jet2.com (estacional) |
| Rodas               | Aeropuerto Internacional de Rodas-Diágoras              | EasyJet (estacional) / Jet2.com (estacional) / Ryanair (estacional)                                                           |
| Salónica            | Aeropuerto Internacional Macedonia                      | Jet2.com (estacional) |
| Santorini           | Aeropuerto de Santorini                                 | Jet2.com (estacional) |
| Zacinto             | Aeropuerto Internacional de Zante                       | Jet2.com (estacional) |
| Guernsey            |                                                         | |
| Guernsey            | Aeropuerto de Guernsey                                  | Aurigny Air Services (estacional) / Loganair (estacional)                                                                     |
| Hungría             |                                                         | |
| Budapest            | Aeropuerto de Budapest-Ferenc Liszt                     | Ryanair |
| Irlanda             |                                                         | |
| Cork                | Aeropuerto de Cork                                      | Ryanair |
| Dublín              | Aeropuerto de Dublín                                    | Aer Lingus / Ryanair |
| Knock               | Aeropuerto de Knock                                     | Ryanair |
| Shannon             | Aeropuerto de Shannon                                   | Ryanair |
| Isla de Man         |                                                         | |
| Isla de Man         | Aeropuerto de la Isla de Man                            | Loganair |
| Islandia            |                                                         | |
| Reykiavik           | Aeropuerto Internacional de Keflavík                    | EasyJet / Icelandair (estacional) (inicia el 12 de septiembre de 2025)                                                        |
| Islas Feroe         |                                                         | |
| Vágar               | Aeropuerto de Vágar                                     | Atlantic Airways (estacional)                                                                                                 |
| Italia              |                                                         | |
| Bari                | Aeropuerto de Bari-Palese                               | Ryanair (estacional) |
| Bérgamo             | Aeropuerto de Bérgamo-Orio al Serio                     | Ryanair |
| Bolonia             | Aeropuerto de Bolonia                                   | Ryanair (estacional) |
| Catania             | Aeropuerto de Catania-Fontanarossa                      | EasyJet (estacional) / Jet2.com (estacional)                                                                                  |
| Florencia           | Aeropuerto de Florencia                                 | British Airways (estacional)                                                                                                  |
| Milán               | Aeropuerto de Milán-Malpensa                            | EasyJet |
| Milán               | Aeropuerto de Milán-Linate                              | EasyJet (estacional) |
| Nápoles             | Aeropuerto de Nápoles-Capodichino                       | EasyJet (estacional) / Jet2.com (estacional) / Ryanair                                                                        |
| Olbia               | Aeropuerto de Olbia-Costa Smeralda                      | British Airways (estacional) / EasyJet (estacional)                                                                           |
| Palermo             | Aeropuerto de Palermo-Punta Raisi                       | Ryanair (estacional) |
| Pisa                | Aeropuerto de Pisa                                      | Ryanair (estacional) |
| Roma                | Aeropuerto de Roma-Ciampino                             | Ryanair |
| Roma                | Aeropuerto de Roma-Fiumicino                            | Jet2.com |
| Turín               | Aeropuerto de Turín-Caselle                             | Jet2.com (estacional) |
| Venecia             | Aeropuerto Internacional Marco Polo                     | EasyJet (estacional) / [[Ryanair]                                                                                             |
| Verona              | Aeropuerto de Verona-Villafranca                        | Jet2.com (estacional) |
| Jersey              |                                                         | |
| Jersey              | Aeropuerto de Jersey                                    | EasyJet (estacional) |
| Letonia             |                                                         | |
| Riga                | Aeropuerto Internacional de Riga                        | Ryanair |
| Lituania            |                                                         | |
| Kaunas              | Aeropuerto de Kaunas                                    | Ryanair |
| Luxemburgo          |                                                         | |
| Luxemburgo          | Aeropuerto de Luxemburgo Findel                         | Luxair (estacional) (inicia el 3 de julio de 2026)                                                                            |
| Malta               |                                                         | |
| La Valeta           | Aeropuerto Internacional de Malta                       | Jet2.com (estacional) / Ryanair                                                                                               |
| Noruega             |                                                         | |
| Bergen              | Aeropuerto de Bergen                                    | Jet2.com (estacional) / Loganair / Norwegian (estacional)                                                                     |
| Oslo                | Aeropuerto de Oslo-Gardermoen                           | Norwegian |
| Países Bajos        |                                                         | |
| Ámsterdam           | Aeropuerto de Ámsterdam-Schiphol                        | EasyJet / KLM |
| Polonia             |                                                         | |
| Breslavia           | Aeropuerto de Breslavia-Copérnico                       | Ryanair |
| Cracovia            | Aeropuerto de Cracovia-Juan Pablo II                    | EasyJet / Ryanair |
| Gdansk              | Aeropuerto de Gdańsk-Lech Wałęsa                        | Ryanair |
| Poznan              | Aeropuerto de Poznan-Ławica                             | Ryanair |
| Rzeszów             | Aeropuerto de Rzeszów                                   | Ryanair (inicia el 27 de octubre de 2025)                                                                                     |
| Varsovia            | Aeropuerto de Varsovia-Modlin                           | Ryanair |
| Portugal            |                                                         | |
| Faro                | Aeropuerto de Faro                                      | Jet2.com / Ryanair |
| Funchal             | Aeropuerto de Madeira                                   | Jet2.com / Ryanair (estacional)                                                                                               |
| Lisboa              | Aeropuerto de Lisboa-Humberto Delgado                   | EasyJet / Ryanair |
| Oporto              | Aeropuerto de Oporto-Francisco Sá Carneiro              | Ryanair |
| República Checa     |                                                         | |
| Praga               | Aeropuerto de Praga                                     | EasyJet / Jet2.com (estacional) / Ryanair                                                                                     |
| Rumania             |                                                         | |
| Bucarest            | Aeropuerto Internacional de Bucarest-Henri Coandă       | Ryanair |
| Suecia              |                                                         | |
| Estocolmo           | Aeropuerto de Estocolmo-Arlanda                         | Norwegian / SAS (estacional)                                                                                                  |
| Gotemburgo          | Aeropuerto de Gotemburgo-Landvetter                     | Ryanair (estacional) |
| Suiza               |                                                         | |
| Basilea             | Aeropuerto de Basilea-Mulhouse-Friburgo                 | EasyJet |
| Ginebra             | Aeropuerto Internacional de Ginebra                     | EasyJet / Jet2.com (estacional)                                                                                               |
| Zúrich              | Aeropuerto Internacional de Zúrich                      | EasyJet / Edelweiss Air |

## Estadísticas
Ver fuente y consulta Wikidata.

## Accidentes
El 27 de febrero de 2001, un Short 360 de la compañía Loganair, que efectuaba un servicio a Belfast para Royal Mail, se estrelló en el Fiordo de Forth poco después de despegar del Aeropuerto de Edimburgo. Los dos miembros de la tripulación murieron, pero no había pasajeros a bordo. Una investigación posterior concluyó que la causa del accidente fue una acumulación de nieve semilíquida en los motores del avión: las entradas de aire del motor no habían sido cubiertas adecuadamente, y el avión estuvo aparcado al aire libre durante horas bajo una tormenta de nieve.

## Aeropuertos cercanos
Los aeropuertos más cercanos son:
- Aeropuerto de Dundee (60km)
- Aeropuerto Internacional de Glasgow (67km)
- Aeropuerto de Glasgow Prestwick (90km)
- Aeropuerto de Oban (138km)
- Aeropuerto de Newcastle upon Tyne (146km)